# 다중화 (통신)
통신에서 다중화(multiplexing 혹은 muxing)라는 용어는 두 개 이상 저수준의 채널들을 하나의 고수준의 채널로 통합하는 과정을 말하며, 역다중화(inverse multipleing, demultiplexing, demuxing) 과정을 통해 원래의 채널 정보를 추출할 수 있다. 각각의 채널들은 미리 정의된 부호화 틀(coding scheme)을 통해 구분할 수 있다.
전기 통신 분야에서 다중화의 기본적인 형태는 시분할 다중화 방식(TDM - time-division multiplexing)과 주파수 분할 다중화 방식(FDM - frequency division multiplexing)이 있다. 광통신 분야에서는 관행상 FDM이라는 용어 대신 파장 분할 다중(WDM - wavelength-division multiplexing)으로 부른다. 시분할 다중화 방식은 동기식이나 비동기식 중의 하나가 된다.
영상 신호를 부호화하는 경우, 다중화라는 용어는 영상 신호와 음성 신호를 하나의 스트림으로 삽입(interleaving)하는 과정을 말하기도 한다.디지털 텔레비전에서 DVB, ATSC, ISDB는 여러 채널을 하나로 다중화시키는 것이 가능하다.

## 같이 보기
- CDMA
- 코덱